# Ādolfs Grasis
Ādolfs Grasis (Vecumnieki, 11 gennaio 1905 – Riga, 3 marzo 1976) è stato un cestista e allenatore di pallacanestro lettone.

## Carriera
Ha guidato la Lettonia ai Campionati europei del 1937.